# Tragidion densiventre
Tragidion densiventre là một loài bọ cánh cứng trong họ Cerambycidae.